# ニューハナハナ30
『ニューハナハナ30』は、2007年にパイオニアが開発・販売した完全告知型の沖スロ5号機。4号機の『ハナハナ30』や『ドンドンハナハナ30』の後継機であり、メーカーでは伝説復活と銘打っている。保通協における型式名は「P5NHD-30」。

## 概要
告知は、パイオニア沖スロの伝統で、リールパネル上部左右にある「ハイビスカス」ランプが点灯・点滅すればボーナス確定となる。
告知タイミングは、ボーナス当選時のレバーオン時と次ゲームレバーオン時の2種類で、前者が90％、後者が10％の割合。
点灯・点滅には多彩なバリエーションがあり、通常時と異なる光り方でビッグボーナスが確定し、パターンも11種類存在する。
ボーナス図柄はビッグ・レギュラーがそれぞれ1種類で2枚掛けとなり、ビッグは348枚を越える払い出し（純増約300枚）、レギュラーは168枚を越える払い出し（純増約150枚）で終了する。
なお、本機は先に発売された『ニューオアシス』とリール配列が同じで、スペック違いの兄弟機であり、4号機での『オアシス』と『ハナハナ30』の関係と同様となっている。

## 告知演出
本機でのボーナス確定告知は、歴代機同様、基本的にリールパネル上左右にある「ハイビスカス」ランプ点灯・点滅によって行われる。パターンは12種類で、通常点滅以外の11種類はビッグボーナス確定となる。
- 通常点滅
- 高速点滅
- メラメラ点滅：炎がメラメラと燃えるような点滅パターン
- オアーゼ点滅：ぼわーっとした感じの点滅パターン
- 三三七拍子点滅：左3拍、右3拍、左右7拍の点滅パターン
- 点灯：左右が同時に点灯
- 右から点滅：通常左から点滅するところ、右から点滅する。告知の瞬間を見逃すと気付かない。
- 低速点滅：周りが明るいと気付かない程度の瞬くような点滅パターン。次Gで通常点滅に切り替わる。
- 通常点滅+爆発音：点滅は通常と同じだが、レバーオン時にリールサンドに赤い光が走ると同時に爆発音が鳴る。
- 通常点滅+津波音：点滅は通常と同じだが、第1リール停止時にリールサンドに青い光が走ると同時に津波音が鳴る。
- 通常点滅+落雷音：点滅は通常と同じだが、第2リール停止時にリールサンドに黄色い光が走ると同時に落雷音が鳴る。
- 通常点滅+無音スタート

## ボーナス確率
| 設定 | BIG確率 | REG確率 | 合成確率 | 機械割 |
| ---- | ------- | ------- | -------- | ------ |
| 1    | 1/327   | 1/555   | 1/206    | 95%    |
| 2    | 1/315   | 1/512   | 1/195    | 98%    |
| 3    | 1/303   | 1/474   | 1/185    | 100%   |
| 4    | 1/292   | 1/442   | 1/176    | 103%   |
| 5    | 1/284   | 1/420   | 1/169    | 105%   |
| 6    | 1/277   | 1/399   | 1/163    | 107%   |

※各数値はメーカー発表値。